# The Rolling Stones 1st European Tour 1965
The Rolling Stones 1st European Tour 1965 fue una serie de conciertos musicales que realizó la banda del mismo nombre entre las fechas del 26 de marzo de 1965 y el 2 de abril de 1965. En este lapso visitaron los países de Suecia y Dinamarca, en los que realizaron varios conciertos.

## Miembros de la banda
- Mick Jagger: voz, armónica
- Keith Richards: guitarra, voz
- Brian Jones: guitarra
- Bill Wyman: bajo
- Charlie Watts: percusión

## Fechas de la gira

### Europa
- 26/03/1965  Fyns Forum, Odense
- 28/03/1965  Tivoli Koncertsal, Copenhague
- 30/03/1965  Tivoli Koncertsal, Copenhague
- 31/03/1965  Masshallen, Gotemburgo
- 01/04/1965  Kungliga Tennishallen, Estocolmo
- 02/04/1965  Kungliga Tennishallen, Estocolmo